# Laptevsko more
Laptevsko more je rubno more Arktičkog oceana. Smješteno je između obala Sibira, otočja Severnaja zemlja, Novosibirskih otoka. Sjeverna granica mora ide linijom koja povezuje Arkički rt (najsjevernije točka otok Komsomolec u otočju Severnaja zemlja) i točku s koordinatama 79° sjeverno i 139° istočno i dalje se nastavlja do rta Anisij.
More ima površinu od 714.000 km2, a ime je dobilo po dvojici ruskih istraživača: Dmitrij Laptev i Hariton Laptev.
Na zapadu Laptevskog mora nalazi se Karsko more, a na istoku Istočnosibirsko more.

## Galerija
- Laptevsko more: zalazak sunca
- Laptevsko more: led
- Brod na zračnom jastuku "Hivus-10" na zaleđenom Laptevskom moru

## Vanjske poveznice
|  | Zajednički poslužitelj ima još gradiva o temi Laptevsko more |